# Eggstock
L'Eggstock est un sommet des Alpes uranaises, en Suisse. Il culmine à 3 554 m d'altitude.
Ses glaciers sont la source du Rhône et l'une des sources du Rhin.

## Géographie
L'Eggstock est situé entre les cantons du Valais et d'Uri, le tripoint entre les cantons d'Uri, Berne et Valais est situé à 600 mètres de la cime, sur le nord-ouest de celle-ci.
Il est situé entre la vallée du Rhône et la vallée de la Göscher Reuss (affluent de la Reuss, bassin du Rhin).